# Salmo 93
El salmo 93  es, según la numeración hebrea, el nonagésimo tercer salmo del Libro de los salmos de la Biblia. Corresponde al salmo 92 según la numeración de la Biblia Septuaginta griega, empleada también en la Vulgata latina. Por este motivo, recogiendo la doble numeración, a este salmo también se le refiere como el salmo 93 (92).
Es generalmente conocido en inglés por su primer verso, en la versión de la Biblia del Rey Jacobo, "El Señor reina, está vestido de majestad". El Libro de los Salmos es parte de la Biblia hebrea y del Antiguo Testamento cristiano. Su título latino es Dominus regnavit, decorem indutus est .  Es el primero de una serie de salmos (Salmos 93–99) que se llaman salmos reales cuando alaban a Dios como Rey.
El salmo es una parte regular de la adoración judía , católica, anglicana y protestante. Se ha puesto música a menudo a lo largo de los siglos. La versión latina fue creada por Hildegarda de Bingen, Josquin des Près , Jean-Joseph de Mondonville y Jules Van Nuffel , entre otros. Heinrich Schütz y Ferdinand Hiller compusieron escenarios en alemán. Georg Friedrich Händel usó versos del salmo para su Himno Chandos No. 4 para usar en la Iglesia Anglicana.

## Antecedentes y temas
Los dos temas principales del Salmo 93 son el reinado de Dios y una conexión con el viernes, el sexto día de la semana (contando desde el domingo). El Zohar señala que en hebreo, este salmo contiene 45 palabras, que es la gematria (valor numérico) de la palabra Adan (hebreo : אדם , "hombre"). Adán fue creado el sexto día de la Creación y proclamó a Dios como Rey.  Salmo 93 también fue designado como la Canción del Día para el viernes, para ser cantada por los levitas en el Templo de Jerusalén. (Esta tradición continúa hoy en la inclusión del salmo en el servicio regular de oración del viernes por la mañana Shajarit en el judaísmo.) Según el rabino Jacob Emden, la conexión con el sexto día se ve reforzada por la descripción del salmo de Dios "en su grandeza y poder como era cuando completó los seis días de la Creación " y la referencia a ponerse grandeza alude más a la forma en que los judíos se visten con sus mejores prendas el viernes para saludar al Sabbat que se aproxima.  Salmo 93 también insinúa la futura Era Mesiánica, cuando el mundo entero reconocerá a Dios como Rey.
Charles Spurgeon señala que la Septuaginta conecta el Salmo 93 con el sexto día de la semana titulándolo "El día antes del sábado, cuando se fundó la tierra: un salmo de acción de gracias a (o para) David". Esta redacción fue adoptada de manera similar por la Vulgata .
Charles Spurgeon agrega que el tema de la soberanía de Dios está claro en la primera línea del salmo. Matthew Henry observa cómo el salmo refuerza el reinado de Dios al compararlo con reyes terrenales, declarando: 
En cuanto al reino de Dios, aquí se hablan cosas gloriosas.I. ¿Tienen otros reyes sus vestiduras reales? También él (v. 1).II ¿Tienen sus tronos? También él (v. 2).III. ¿Tienen ellos a sus enemigos a quienes someten y triunfan? También él (v. 3, v. 4).IV. ¿Es su honor ser fiel y santo? Así es su (v. 5).

## Texto
La siguiente tabla muestra el texto en hebreo del Salmo con vocales, junto con el texto en griego koiné de la Septuaginta y la traducción al español de la Biblia del Rey Jacobo. Tenga en cuenta que el significado puede diferir ligeramente entre estas versiones, ya que la Septuaginta y el texto masorético provienen de tradiciones textuales diferentes. En la Septuaginta, este salmo está numerado como Salmo 92.
| # | Hebreo                                                   | Español | Griego |
| - | -------------------------------------------------------- | --- | --- |
| 1 | יְהֹוָ֣ה מָלָךְ֮ גֵּא֢וּת לָ֫בֵ֥שׁ לָבֵ֣שׁ יְ֭הֹוָה עֹ֣ז הִתְאַזָּ֑ר אַף־תִּכּ֥וֹן תֵּ֝בֵ֗ל בַּל־תִּמּֽוֹט׃ | El Señor reina, está revestido de majestad; el Señor está revestido de fuerza, con la que se ha ceñido; el mundo también está establecido, y no puede ser movido. | Εἰς τὴν ἡμέραν τοῦ προσαββάτου, ὅτε κατῴκισται ἡ γῆ· αἶνος ᾠδῆς τῷ Δαυΐδ. - Ο Κύριος ἐβασίλευσεν, εὐπρέπειαν ἐνεδύσατο, ἐνεδύσατο Κύριος δύναμιν καὶ περιεζώσατο· καὶ γὰρ ἐστερέωσε τὴν οἰκουμένην, ἥτις οὐ σαλευθήσεται. |
| 2 | נָכ֣וֹן כִּסְאֲךָ֣ מֵאָ֑ז מֵעוֹלָ֣ם אָֽתָּה׃                                 | Tu trono está establecido desde antiguo; tú eres desde la eternidad.                                                                                              | ἕτοιμος ὁ θρόνος σου ἀπὸ τότε, ἀπὸ τοῦ αἰῶνος σὺ εἶ. |
| 3 | נָשְׂא֤וּ נְהָר֨וֹת ׀ יְֽהֹוָ֗ה נָשְׂא֣וּ נְהָר֣וֹת קוֹלָ֑ם יִשְׂא֖וּ נְהָר֣וֹת דׇּכְיָֽם׃       | Las inundaciones se han levantado, oh Señor, las inundaciones han alzado su voz; las inundaciones levantan sus olas.                                              | ἐπῆραν οἱ ποταμοί, Κύριε, ἐπῆραν οἱ ποταμοὶ φωνὰς αὐτῶν· ἀροῦσιν οἱ ποταμοὶ ἐπιτρίψεις αὐτῶν. |
| 4 | מִקֹּל֨וֹת ׀ מַ֤יִם רַבִּ֗ים אַדִּירִ֣ים מִשְׁבְּרֵי־יָ֑ם אַדִּ֖יר בַּמָּר֣וֹם יְהֹוָֽה׃        | El Señor en las alturas es más poderoso que el ruido de muchas aguas, sí, que las poderosas olas del mar.                                                         | ἀπὸ φωνῶν ὑδάτων πολλῶν θαυμαστοὶ οἱ μετεωρισμοὶ τῆς θαλάσσης, θαυμαστὸς ἐν ὑψηλοῖς ὁ Κύριος. |
| 5 | עֵֽדֹתֶ֨יךָ ׀ נֶאֶמְנ֬וּ מְאֹ֗ד לְבֵיתְךָ֥ נַאֲוָה־קֹ֑דֶשׁ יְ֝הֹוָ֗ה לְאֹ֣רֶךְ יָמִֽים׃         | Tus testimonios son muy seguros: la santidad es propia de tu casa, oh Señor, para siempre.                                                                        | τὰ μαρτύριά σου ἐπιστώθησαν σφόδρα· τῷ οἴκῳ σου πρέπει ἁγίασμα, Κύριε, εἰς μακρότητα ἡμερῶν. |

## Comentarios

### De la Iglesia católica

#### A todo el salmo
En el Salmo 92 ya se exaltaba al Señor como «eternamente excelso» (v. 9), en contraste con la ceguera de quienes no comprenden su grandeza (cf. vv. 7-8). El Salmo 93 continúa esta proclamación, presentando a Dios como eterno (v. 2) y todopoderoso (v. 4). El canto comienza afirmando que el Señor reina sobre el mundo entero y que su trono es firme y eterno (vv. 1-2). Luego se compara su fuerza con la de las aguas impetuosas (vv. 3-4), símbolo del caos y del desorden, que no pueden vencer su dominio. Finalmente, se afirma la solidez de su Ley y la santidad de su Casa (v. 5). Por el modo de describir a Dios, este salmo refleja una tradición antigua, probablemente de tiempos de la monarquía israelita. El reinado de Dios, tan claramente expresado en este salmo y en otros similares, será el núcleo del anuncio de Jesucristo. Aunque el Reino comienza a manifestarse con su venida, se trata de un reino que no tiene fin, eterno y universal (cf. Jn 17,5). Por eso, la Iglesia proclama este salmo en la solemnidad de Jesucristo, Rey del Universo, como expresión de fe en el señorío absoluto y definitivo de Cristo sobre toda la creación.

#### A los versículos 3-4
Si bien Dios se ha manifestado como rey en la historia de su pueblo, especialmente en momentos decisivos (cf. Sal 24,7-8), en este salmo se le reconoce como rey desde el origen mismo del mundo (cf. Sal 10,16). Su soberanía se remonta al acto de la creación, cuando impuso su dominio sobre las aguas, imagen del caos primordial (cf. Gn 1,2.6-10). Desde entonces y hasta ahora, sigue ejerciendo su autoridad desde lo alto, asegurando el orden y la estabilidad de toda la creación.

#### Al versículo 5
Puede que la primera parte de este versículo aluda a las leyes que rigen el universo, establecidas por Dios desde la creación. Sin embargo, al leerse junto con la frase siguiente, parece aludir más bien a la revelación de Dios como rey al entregar su Ley a Israel, al modo de los monarcas que legislaban para su pueblo, y a su presencia real en el Templo, centro del culto y de la vida comunitaria. Comentando este versículo, Eusebio de Cesarea señala que la santidad conviene a la casa de Dios no solo en sentido ritual, sino como expresión de su inhabitación divina: el Templo es santo porque en él mora el Santo por excelencia. Así, este versículo subraya la autoridad del Señor tanto como legislador soberano como por su presencia viva en medio de su pueblo.

## Usos

### Judaísmo
El Salmo 93 es la canción del día del viernes, recitado en el servicio de oración de la mañana Shajarit de ese día.  Algunas comunidades también recitan este salmo como el ma'amad (oración diaria especial) para el viernes. Además, el Salmo 93 es el octavo y último salmo dicho durante el servicio de la Oración judía el viernes por la noche, actuando como un resumen de los siete salmos anteriores. También se recita en su totalidad durante Pesukei dezimra en Sabbat, Festividades judías y Hoshaná Rabá.
El versículo 1 (en hebreo) se cita en Mishnah Tamid 7: 4. El verso 1 es también uno de los diez versos en la sección de Malkhuyot (Soberanía) que se recita en el Musaf Amidá en Rosh Hashaná .
El versículo 4 (en hebreo) es dicho por los mares en Perek Shirah .
El Salmo 93 se dice como una oración por el éxito en un caso judicial..

### Iglesia católica
Este salmo se reza en la hora de Laudes de la Liturgia de las horas los domingos de la tercera semana. Para facilitar la comprensión se le asigna a cada salmo un título en rojo (rúbrica) que no forma parte del salmo. El título del Salmo 93 es Gloria del Dios creador.

## Configuraciones musicales

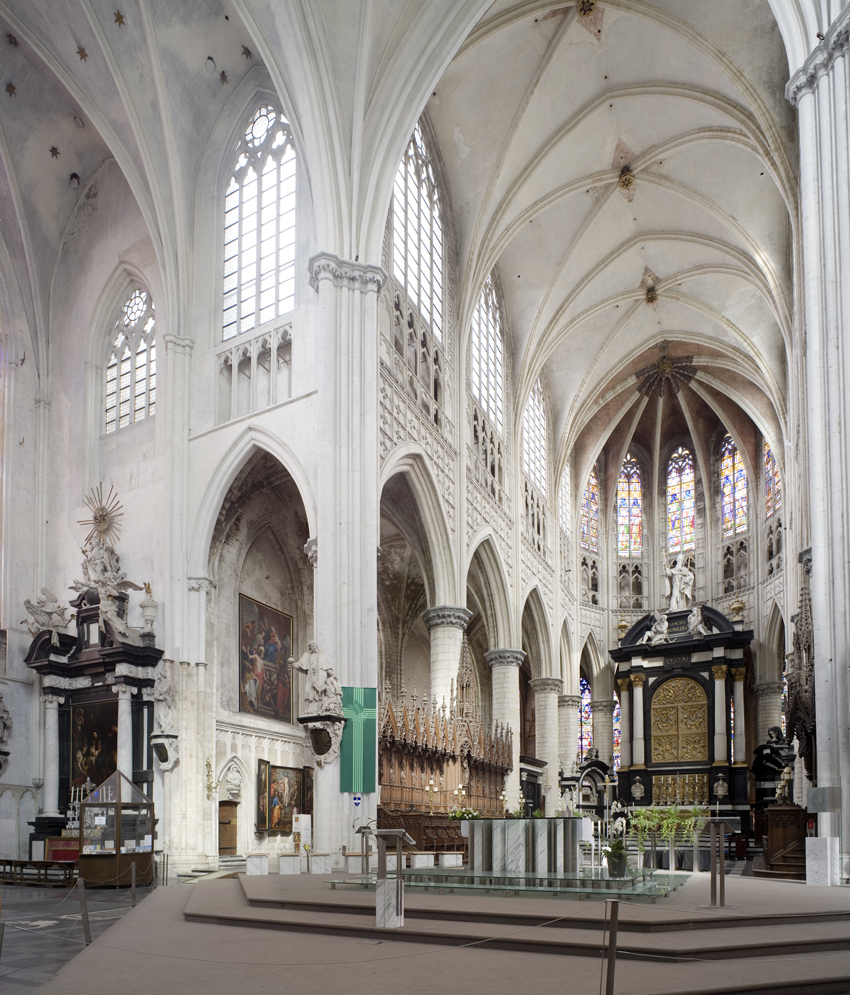
Interior de la Catedral de San Rumoldo de Malinas, Bélgica, donde trabajaba Jules Van Nuffel

### Iglesia Católica
"Dominus regnavit" es el Salmo 92 en la Vulgata; fue creado por Hildegarda de Bingen.  Se atribuye a Josquin des Pres un motete que lo establece para el coro a capela, con una doxología adicional .
Jean-Joseph de Mondonville estableció el salmo en 1734 como un Gran Motete en varios Movimientos (música), Dominus regnavit decoro.  Jules Van Nuffel, fundador y director del coro de la Catedral de San Rumoldo de Malinas, Bélgica,  estableció el salmo en latín, Dominus regnavit , para coro y órgano de cuatro a seis partes, op. 49, en 1935.

### Protestantismo
El compositor barroco luterano Heinrich Schütz puso el Salmo 93 en alemán, "Der Herr ist König herrlich schön" (El Señor es el Rey, bellamente celestial), para el coro como parte de su composición del Salterio Becker , SWV 191.  Handel utilizó Versos del salmo para su Himno Chandos No. 4 en 1717 o 1718, destinados a ser utilizados en la Iglesia Anglicana.
Ferdinand Hiller escribió un escenario en alemán para coro y orquesta de hombres, publicado en Leipzig, 1864.
En el salterio de 2003 de la Iglesia libre de Escocia, Sing Psalms , el Salmo 93 comienza "El Señor es rey; su trono perdura". Establecido en el medidor común, las melodías recomendadas son St. Magnus, Southwark y Stroudwater.

### Judaísmo
Shlomo Carlebach compuso una melodía para los dos últimos versos en hebreo, que se cantará durante la Oración judía .